# کرواویتسا (کروشواتس)
کرواویتسا (به صربی: Krvavica) یک منطقهٔ مسکونی در صربستان است که در کروشواتس واقع شده‌است. کرواویتسا ۸۶۲ نفر جمعیت دارد.